# 정윤돈
정윤돈(1984년 6월 19일 ~)은 대한민국의 가수 겸 작사가이다.